# Łebiński

Herb Łebiński

Łebiński (Lebinski, Lebiński, Lembinski, Halk-Lebinski, Szaława odmienny) – kaszubski herb szlachecki, według Przemysława Pragerta odmiana herbu Szaława.

## Opis herbu
Opisy z wykorzystaniem klasycznych zasad blazonowania:
W polu czerwonym trzy krzyżyki kawalerskie złote (1 i 2). Klejnot: nad hełmem w koronie ramię zbrojne z mieczem, wzniesione do cięcia. Labry czerwone, podbite złotem.

## Najwcześniejsze wzmianki
Herb znany z herbarza Ostrowskiego (Księga herbowa rodów polskich) oraz Nowy Siebmacher.

## Rodzina Łebińskich
Rodzina ta bierze nazwisko od wsi Łebno. Być może jej protoplastą był Dowopil z Łebna, wzmiankowany około 1360, syn Unisława Słupińskiego. W tym roku wymieniony był też Wojsław z Łebna. Ich spadkobiercami byli Więcko i Trows, zaś w 1414 wieś miała już kilku właścicieli: Mikusz, Wojciech, Sowka, Jaśko, Jakub. Właściwe nazwisko Łebiński pojawia się we wzmiance z 1570 (dwóch Maciejów Łebińskich w Łebnie, z których jeden miał drugie nazwisko Wołowy). Łebińscy mieli też być odnotowani w tym roku we wsi Czarnoszyce. Późniejsi właściciele tej wsi używali przydomku Łabanka, który może być reminiscencją ich pierwotnego nazwiska. W roku 1608 wzmiankowani są Gerzy i Dawid, Marcen Holk i Jakub Lebinszczy. Holk, czy też Halk było później używane jako przydomek Łebińskich. Innymi przydomkami używanymi w rodzinie były: Sykała i Sędzik, z czego pierwszy skojarzony był z innym herbem, zaś drugi wymieniony tylko raz w 1641 (Matyasz Sędzik Łebiński). Kolejne wzmianki o rodzinie pochodzą z lat 1662 (Tomasz Łebiński, Maciej Halki, Łukasz Sadzik, Fabian Halk), 1682 (Jan Sikoły Łebiński, Jakub Holk, Michał Łebiński). Rodzina osiągnęła pewne znaczenie w XVIII wieku. Znanymi przedstawicielami rodu z tego okresu są:
- Jakub Władysław Łebiński (zm. 1713), ławnik sądu ziemskiego mirachowskiego (1659-1704) posesor wsi: Częstkowo, Kielno, Szynwałd (ob. Szemud), Bojano, posłował na sejm elekcyjny 1697, pełnił urząd sędziego ziemskiego mirachowskiego od 1710,
- Jego brat, Wojciech Bogusław (zm. po 1721) był w roku 1696 poborcą mirachowskim,
- Jan (zm. 1746), syn Jakuba, podczaszy bracławski od 1731, później podczaszy inflancki,
- Z gałęzi tej pochodził być może też Ignacy, komisarz ekonomii malborskiej w 1766, generał major wojsk koronnych w 1768 i 1770,
- Antoni Łebiński, ławnik ziemski mirachowski w l. 1769-72, dziedzic w Łebnie i Pobłociu.

Rodzinne Łebno należało do Łebińskich jeszcze w 1773 (Jakub Łebiński, Jakub Halk Łebiński), ostatnim ich przedstawicielem był Johann von Halk-Lebiński (zm. 1834). Rodzina miała oprócz gniazda również działy we wsiach: Kłosówko, Warzno, Czeczewo, Miradowo, Miszewo, Białochowo, Rokocin, Koleczkowo, Cieszenie, Będargowo, Borucino, Nowy Wiec, a także kilka wsi w ziemi chełmińskiej. Z Halków-Łebińskich wywodził się ksiądz Augustyn Józef Jakub Łebiński (1872-1939), syn Andrzeja, proboszcz w Lisewie od 1909, zamordowany przez hitlerowców. Rodzina Łebińskich obecnie mieszka na Pomorzu.Gałąź Łebińskich również  mieszka w Wielkopolsce i na Śląsku (gałąź śląska używała herbu Łebiński II).

## Herbowni
Łebiński (Lebanski, Lebbinski, Lebienski, Lebinski, Lembinski, Lębinski, Libinski, Liebinski, Lubinski, Łembiński, Łębiński, błędnie Lebowski, Lewiński) z przydomkiem Halk (Halka, Holk).
Feliks i Jakub Łebińscy przyłożyli w 1772 roku pieczęć z podstawową wersją herbu Szaława. Łebińscy z przydomkiem Sykała używali herbu Łebiński II. Herby Łebińskich innych przydomków nie są znane.